# Archidiocèse de Santarém
L'archidiocèse de Santarém (en latin, Archidioecesis Santaremensis) est une circonscription ecclésiastique de l'Église catholique au Brésil.
Son siège se situe dans la ville de Santarém, dans l'État du Pará.
Son archevêque est depuis 2019 Irineu Roman (pt), C.S.I..